# 新丰路
新丰路是中華人民共和國上海市静安区一條東西走向道路，西起常德路，东至陝西北路。中華民国11年(1922年)時就已有該條道路，當時名為荔浦路（Laipo Road）。中華民国25年（1936年）該道路句容路至西康路段规划名為拉皮路。中華民国32年（1943年）更名為新化路。1980年因道路名与新华路發音相似，於是更名為新丰路，路名來自於广东省韶關市新丰縣。